# Was (Not Was)
Was (Not Was) é um grupo americano de pop rock fundado em 1979 em Detroit, no Michigan, por David Weiss e Don Fagenson, que adotaram os nomes artísticos David Was e Don Was. Seu catálogo de músicas apresenta uma mistura eclética de estilos pop e rock, muitas vezes apresentando músicos convidados de todo o espectro musical. O período mais popular da banda foi durante os anos 1980 e início dos anos 1990, com seu hit de maior sucesso, a canção "Walk the Dinosaur", lançada em 1987 como o single principal de seu álbum de 1988, What Up, Dog?, tornando-se um hit mundial no top 40 e alcançando a 7ª posição na parada de singles da Billboard Hot 100. A banda entrou em um hiato indefinido em meados da década de 1990, mas voltou esporadicamente desde a virada do milênio. Seu lançamento mais recente foi o álbum de 2008 Boo!.